# Myolepta braziliana
Myolepta braziliana är en tvåvingeart som först beskrevs av Shannon 1927.  Myolepta braziliana ingår i släktet parkblomflugor, och familjen blomflugor. Inga underarter finns listade i Catalogue of Life.